# Сан-Леандро
Сан-Леандро (англ. San Leandro) — город в округе  Аламида  в штате Калифорния США.

## Описание
Находится в западной Калифорнии. Расположенный к югу от Окленда в заливе Сан-Франциско, он является частью городской полосы Ист-Бэй, характеризующейся пригородной застройкой, коммерческими торговыми центрами и прибрежными предприятиями. Регион был исследован испанцами в 1770-х годах. Когда-то являясь частью мексиканских земельных грантов Ранчо Сан-Леандро (1839 г.) и Сан-Антонио (1820), Сан-Леандро был известен как Сквотервилль, когда там поселились старатели после Золотой лихорадки 1849 года. Заложенный в 1855 году, он начинался как садоводческий центр и был административным центром округа до 1872 года.

## Население
| 2000   | 2010    | 2016    | 2020    |
| ------ | ------- | ------- | ------- |
| 79 452 | ↗84 950 | ↗87 700 | ↗91 008 |